# Casa Montanera
La Casa Montanera és una casa a Durro, al municipi de la Vall de Boí (Alta Ribagorça) inclosa a l'Inventari del Patrimoni Arquitectònic de Catalunya.

## Descripció
Edificació unifamiliar formada per diferents cossos amb diferents alçades; destaquen l'ampliació del cos principal que augmenta lleugerament el volum i transforma les obertures de façanes tant al costat est com a la plaça Major. La resta de les edificacions es mantenen i cal fer notar la construcció de fusta i adob que vola a partir de la primera planta en el primer pis, que és una mostra dels tancaments i estructures produïdes al municipi.